# Esomus
Esomus — рід коропоподібних риб родини Данієві (Danionidae), єдиний у підродині Esominae. Представники роду є прісноводними рибами, що поширені у Південній та Південно-Східній Азії.
2018 року рід був виділений в окрему підродину. Від усіх коропоподібних езомуси відрізняються дуже довгими вусиками, які іноді виходять аж за кінці черевних плавців.

## Види
- Esomus ahli  Hora & Mukerji, 1928
- Esomus altus  (Blyth, 1860)
- Esomus barbatus  (Jerdon, 1849)
- Esomus caudiocellatus  Ahl, 1923
- Esomus danrica  (Hamilton, 1822)
- Esomus lineatus  Ahl, 1923
- Esomus longimanus  (Lunel, 1881)
- Esomus malabaricus  Day, 1867
- Esomus malayensis  Ahl, 1923
- Esomus manipurensis  Tilak & Jain, 1990
- Esomus metallicus  Ahl, 1923
- Esomus thermoicos  (Valenciennes, 1842)